# Brunhuvad papegoja
Brunhuvad papegoja (Poicephalus cryptoxanthus) är en fågel i familjen västpapegojor inom ordningen papegojfåglar.

## Utbredning och systematik
Brunhuvad papegoja delas in i två underarter:
- Poicephalus cryptoxanthus tanganyikae – förekommer från sydöstra Kenya till Malawi och norra Moçambique samt öarna Zanzibar och Pemba
- Poicephalus cryptoxanthus cryptoxanthus – förekommer från sydöstra Zimbabwe och Moçambique (söder om floden Save) till nordöstra Sydafrika

## Status och hot
Arten har ett stort utbredningsområde, men tros minska i antal, dock inte tillräckligt kraftigt för att den ska betraktas som hotad. Internationella naturvårdsunionen IUCN listar arten som livskraftig (LC).